# Антенатална депресија
Антенатална депресија или пренатална или перинатална депресија облик је клиничке депресије који може да утиче на жену током трудноће и може бити претеча постпорођајне депресије ако се не лечи на време и правилно.  Процењује се да је 7% до 20% трудница погођено овим стањем.  Сваки облик пренаталног стреса који осећа мајка може имати негативне ефекте на различите аспекте феталног развоја, што може нанети штету мајци и детету. Чак и након рођења, дете рођено од мајке у депресији или стресу осећа ефекте. Дете је мање активно и такође може доживети емоционални стрес. Антенатална депресија може бити узрокована стресом и бригом које трудноћа може донети, али на тежем нивоу. Други окидачи укључују непланирану трудноћу, потешкоће са затрудњењем, историју злостављања и економске или породичне ситуације.
Обично, симптоми укључују посебан начин како пацијент гледа на себе, како се осећа када пролази кроз такав догађај који мења живот, ограничења у животном стилу мајке која ће мајчинство поставити, или како се партнер или породица осећају према беби. Трудноћа значајно оптерећује женско тело, па се очекују стрес, промене расположења, туга, раздражљивост, бол и промене памћења. Ако се не лечи, антенатална депресија може бити изузетно опасна по здравље мајке и бебе. Веома је препоручљиво да мајке које осећају да имају пренаталну депресију разговарају о томе са својим здравственим радницима. Мајке са историјом проблема са менталним здрављем такође треба да разговарају са својим лекаром о томе у раној трудноћи како би помогле код могућих симптома депресије.

## Опште информације
Трудноћа и постпорођајни период могу бити периоди радости и позитивних очекивања, али и стреса и потешкоћа за сваку трудницу. Трудноћа и порођај доносе многе физиолошке и психосоцијалне промене, у којима  мајке и очеви морају да се суоче са неколико нових изазова током овог периода. Сходно томе, трудноћа и постпорођајни период су периоди повећане рањивости на почеку или рецидив менталне болести. Депресија и анксиозност су најчешћи психијатријски поремећаји током трудноће и после порођаја, а симптоми могу да варирају од благих до тешких.
Међутим, још увек не знамо зашто су неке жене „у већем ризику“ од развоја симптома депресије или анксиозности, док друге остају отпорне чак и пред израженим невољама.
Постоји више разлога, један је тај што се проблемима менталног здравља у пренаталном периоду посвећује много мање пажње него у постпорођајном периоду. На пример, постоји заблуда да су жене „хормонски заштићене” од психичких поремећаја током трудноће.
Један од разлога је и тај што су жене неспремне да деле симптоме туге и раздражљивости због стигме повезане са депресијом и несклада између очекивања околине да жена треба да буде срећне током трудноће (и постпарталног периода) и њиховог сопственог искуства.
Такође постоји и тенденција да се током трудноће сви субјекти фокусирају на физичко здравље (мајке и фетуса), а не на ментално здравље, и да се емоционалне притужбе погрешно приписују физичким и хормонским променама које се дешавају током трудноће. Томе доприноси и чињеница да ове жене често имају атипичне симптоме депресије и неспецифициране соматске тегобе, као што су умор, губитак енергије, апетит и промјене сна, умјесто депресивног расположења. Стога може бити тешко направити разлику између „нормалних“ симптома трудноће, који су уобичајени током трудноће, и атипичних соматских тегоба, које могу бити повезане са депресијом или анксиозношћу.
Напред наведено очигледно чини компликованијим дијагностиковање депресије и анксиозности без стандардизоване процене.   Из тог разлога, најпотврђенији и најчешће коришћени алат за скрининг за самопроцену депресије током перинаталног периода, Единбуршка скала постнаталне депресије (ЕПДС), не укључује питања о соматским тегобама, умору и променама у апетиту, јер ове тегобе не помажу да се разликују депресивне од недепресивних жена. Стога, соматске тегобе могу довести до претеране дијагнозе депресије током перинаталног периода. Међутим, такође се тврди да неразматрање соматских тегоба може утицати на модређивање тежине болести.  Па тако, већина жена са вишим резултатима Единбуршка скала постнаталне депресије  има већи број соматских тегоба. Стога постоји ризик да клиничари и пацијенти могу приписати соматске симптоме нормалном току трудноће и постпарталног периода, а не депресивном поремећају.

## Епидемиологија
Процењена преваленција перинаталне анксиозности и депресије варира између студија. Процењује се да је преваленца антенаталне депресије између 7% и 20% у земљама са високим приходима, док су стопе од 20% или више пријављене у земљама са ниским и средњим дохотком (иако је у овим областима спроведено мање истраживања).
Гавин и сарадници. открили су да је преваленца антенаталне депресије у првом тромесечју 11,0%, затим пада на 8,5% у другом и трећем триместру. Насупрот томе, Бенет и сарадници открили су супротан тренд, односно преваленцију од 7,4% током првог, 12,8% током другог и 12% током трећег триместра.
Процењује се да је преваленција постпорођајне депресије између 7% и 30% у земљама са ниским, средњим и високим приходима. На то указује  недавни преглед који је показао да је у 22 од 28 земаља са ниским и средњим дохотком преваленција постнаталне депресије била већа него у земљама са високим дохотком, са највишим вредностима у:
- Вијетнаму (33%),
- Зимбабвеу (33%)
- Гвајани (50%),[21]

а најмање у:
- Уганди (7,1%)
- Непалу (4,9%)

Преваленција постнаталне депресије у земљама са високим дохотком почиње да расте након порођаја и достиже највећу вредност у трећем месецу после порођаја (12,9%), а затим опада на 10,6% у 7. месецу и на 6,5% након 7. месеца. Преваленција обе класе поремећаја има тенденцију да буде већа када се истражују симптоми, а не поремећаји, или када се депресија или анксиозност процењују скалом самопроцене уместо структурираним интервјуом, или када се оперативни критеријуми не користе за дијагноза.
Генерално, постпартални период је историјски био у фокусу далеко веће истраживачке пажње него пренатални период, упркос чињеници да су неке студије показале смањење, а не повећање депресије и анксиозности након порођаја.
Подаци из друаге деценије 21. века показали су да су антенатална депресија и анксиозност значајни фактори ризика за постпорођајну депресију иу развијеним и у земљама у развоју, заједно са претходном историјом психијатријских болести, лошим брачним односима, стресним животним догађајима, негативним ставом према трудноћи и недостатком друштвених односа. подршка.

## Клиничка слика
У антенатална депресији доминирају следећи симптоми: честе промене расположења, памћења, навика у исхрани и спавања. Када ови уобичајени симпптоми постану тешки и почну да мењају нечији свакодневни живот, тада се сматра да је то антенатална депресија. Симптоми који доминирају у антенаталне депресије су:
- Немогућност концентрације.
- Огромна анксиозност и страх.
- Потешкоће у памћењу.
- Осећај емоционалне утрнулости.
- Екстремна раздражљивост.
- Спавање превише или недовољно, или немиран сан.
- Екстремни или бескрајни умор.
- Жеља да преједете или да не једете уопште.
- Губитак/добитак тежине који није повезан са трудноћом.
- Губитак интересовања за секс.
- Осећај страха од свега, укључујући трудноћу.
- Осећај неуспеха или кривице.
- Дуготрајна туга.
- Мисли о самоубиству или смрти.[24]

Остали симптоми могу укључивати немогућност узбуђења због трудноће и/или бебе, осећај неповезаности са бебом и немогућност формирања/осећања везе са бебом у развоју. Ово може драстично да утиче на однос између мајке и бебе и може драстично да утиче на способност мајке да се брине о себи. Такве неадекватности могу довести до још већих фактора ризика за мајку.
Антенатална депресија може бити изазвана различитим узроцима, укључујући проблеме у вези, породичну или личну историју депресије, неплодност, претходни губитак трудноће, компликације у трудноћи и историју злостављања или трауме.

### Почетак и трајање симптома
Антенатална депресија може бити узрокована многим факторима. Често је повезан са страхом и стресом током трудноће. Остали фактори укључују нежељену трудноћу, хиперемесис гравидарум, финансијска питања, животне аранжмане и односе са оцем и породицом. Типично, симптоми депресије повезани са трудноћом се категоришу као постнатална депресија, због појаве симптома који се јављају након порођаја.
Следи преглед када је група различитих жена почела да осећа појаву симптома повезаних са депресијом:
- 11,8 % у 18 недеља

- 13,5 % у 32 недеље

- 9,1 % у 8 недеља након порођаја

- 8,1 % 8 месеци након рођења.

## Дијагноза
Дијагностиковање антенаталне депресије такође може бити тешка ако се жене прегледају само једном током трудноће, јер вишеструке процене током трудноће могу показати разлике у стопама депресије и анксиозности. То су показала нека истраживања у којима су се депресивне епизоде чешће јављале током првог и трећег триместра. трудноћа, у поређењу са другом, вероватно зато што је већа вероватноћа да ће најугроженије жене доживети стрес када се носе са новим догађајем да постану мајке, и када су пред порођајем и спремају се да започну нови живот.
Чињеница да многе жене имају симптоме анксиозности или депресије у једној или две временске тачке имплицира да само један скрининг није довољан током трудноће. Ове околности чине антенаталну депресију међу најнепризнатијим и недовољно леченим стањима.
Овај недостатак препознавања има озбиљне импликације, јер је сада широко познато да мајчина депресија, анксиозност и стрес током трудноће имају снажне дугорочне ефекте и на мајку и на бебу.

## Терапија
Лечење антенаталне депресије представља за многе изазов јер оно што делује на мајку може да делује и на бебу. Постоје и нефармаколошке и фармаколошке опције лечења које жене са пренаталним депресијом могу размотрити. Поред психотерапије, препоручује се и процена од стране психијатра да ли ће лекови бити корисни и у том смислу требало би дати трудници специфичне препоруке за лекове, ако је то оправдано.

#### Нефармаколошка терапија
Психотерапија
Психотерапија се препоручује за сваку жену са пренаталном депресијом,  јер је то ефикасан начин да мајка изрази своја осећања својим речима. Конкретно, когнитивно-бихејвиорална терапија ефикасно помаже у смањењу симптома антенаталне депресије.
У склопу психотерапије подршка породице може играти улогу у помагању код емоционалних аспеката антенаталне депресије.
Док су специјалисти за ментално здравље обучени за пружање саветодавних интервенција, резултати недавног систематског прегледа и мета-анализе литературе открили су да психичку подршку пружају и лица која нису специјалисти, као што су едуковани саветници, медицинске сестре, бабице и наставници који немају формалну обуку за интервенције саветовања, често попуњавају празнина у пружању ефикасних услуга у вези са лечењем депресије и анксиозности.
Терапија вежбањем
Различити облици вежбања могу да помогну код симптома депресије и пре и после рођења, али не и да их спрече у потпуности.  Опције вежбања које су проучаване у смањењу симптома су:
- јога,[34]
- ходање
- истезање
- аеробне вежбе.[35]

#### Фармаколошка терапија
Током трудноће, постоје две главне врсте антидепресива који се могу користити; 
- трициклични антидепресиви,[36]

- селективни инхибитори преузимања серотонина.[37]

Утврђено је да су антидепресиви једном прописани изузетно ефикасни у лечењу антенаталне депресије. Од ових лекова пацијенти могу очекивати да ће осетити побољшање расположења у просеку за отприлике 2 до 3 недеље и да могу почети да осећају истинску повезаност са својом бебом.
Пријављене предности лекова укључују враћен апетит, повећано расположење, повећану енергију и бољу концентрацију. 
Нежељени ефекти су мали, иако су пријављени у неким случајевима. Тренутно, ниједна абнормалност бебе није повезана са употребом антидепресива током трудноће.

## Када се обратити лекару
Стручњаци кажу да ако трудница има три или више од следећих симптома дуже од две недеље, време је да разговара са својим лекаром о опцијама лечења:
- Осећај да ништа више није пријатно или забавно

- Осећај туге или "празнине" већи део дана, свакодневно

- Теже се концентриђе

- Екстремна раздражљивост или узнемиреност или претерано плакање.

- Проблеми са спавањем или спавање све време

- Екстремни или бескрајни умор

- Жеља да једе све време или не жели да једете уопште

- Неприкладан осећај кривице или осећај безвредности или безнађа